# Elsterglanz (Künstlerduo)
Elsterglanz sind ein Komikerduo, bestehend aus den deutschen Komikern Gilbert Rödiger und Sven Wittek aus der Lutherstadt Eisleben. Das Markenzeichen des Duos ist die Mansfelder Mundart gemischt mit DDR-Begriffen und Eigenarten des Mansfelder Landes.

## Werdegang
Das Duo hatte bereits Ende der 1990er-Jahre damit begonnen, auf Partys „bei de Kumpelz“ mit schrägen Reimen bekannte Lieder zu parodieren. Rödiger und Wittek zogen im Jahr 1998 aus beruflichen Gründen, ursprünglich von Beruf Physiotherapeut und Klempner, von Eisleben nach Wiesbaden. Dort nahmen sie im Jahr 2000 mehrere Musikstücke und Hörspielsequenzen auf, brannten diese auf CDs und verschenkten sie an ihre Bekannten und Freunde im Mansfelder Land. Diese ersten Aufnahmen verbreiteten sich schnell über weitere Kopien und über das Internet und erlangten dadurch einen großen Bekanntheitsgrad. Der erste öffentliche Auftritt von Elsterglanz fand am 21. Dezember 2006 im Eislebener Wiesenhaus statt, die 600 verfügbaren Karten waren innerhalb kürzester Zeit ausverkauft. In den darauffolgenden Jahren vertonte das Duo verschiedene Szenen aus Filmen wie Rambo III (Rambo – der beste Koch der Welt), 300 (Der Kaltmacher), Titanic (Verhalten bei Gasgeruch) und Winnetou und das Halbblut Apanatschi (Winnetou wird’s richten), die mit knapp 5 Millionen Zugriffen auf dem Videoportal YouTube den Bekanntheitsgrad von Elsterglanz noch steigerten. Im Jahr 2008 bekamen Elsterglanz ein Angebot, ihre Stimmen für eine Navigationssoftware zur Verfügung zu stellen und die Anweisungen zu sprechen. Nach weiteren Auftritten auf verschiedenen Festivals wie zum Beispiel dem With Full Force wirkte Elsterglanz im Januar 2010 an der TV-Aufzeichnung der Live-Show Cindy aus Marzahn und die jungen Wilden im Steintor-Varieté mit. Der Auftritt wurde allerdings nicht gesendet.

## Wortschöpfungen
Der Spruch „Mache Eier!“ aus der Nachvertonung des Films Rambo III hat sich unter Fans von Elsterglanz als Aufforderung, endlich zur Tat zu schreiten, etabliert. Das geht so weit, dass bei der Premiere des Films Rambo IV in Halle (Saale) die Kinobesucher „Mache Eier!“ riefen, sobald Sylvester Stallone ins Bild trat. Unter Fans passiert es des Öfteren, dass auf die Frage „was wars letzde?“ mit „Sauergürschn“ statt mit einer Wiederholung des letzten Satzes geantwortet wird.

## Touren
Bis 2014 fanden die Touren des Duos ausschließlich in den neuen Bundesländern statt. Im Frühjahr 2014 gaben Elsterglanz erstmals Konzerte außerhalb der neuen Bundesländer, nämlich in Göttingen und Mainz. Diese waren die letzten Zusatzkonzerte zur Tour „Outbreak of Hotte Hüüh Syndrom“. Die für 2020 geplante Tour „Kikeriki die Revue“ wurde aufgrund der Restriktionen im Rahmen der COVID-19-Pandemie zunächst auf das Jahr 2021 und dann auf 2022 verschoben.
- 2007: Lari Fari Tour
- 2008: Latte am Biez
- 2010: Die Brutalität im Weltraum nimmt zu
- 2012–2014: Outbreak of Hotte Hüüh Syndrom
- 2016/2017: Angriff der HochDruckPrinzessin
- 2022: Kikeriki die Revue
- 2024–2025: Return of the apocalyptic Kuchenbasar

## Diskografie

### CDs
- 2000: In 80 Tagen um Rottleberode
- 2002: In der Sache: Der Staat gegen Godzilla
- 2005: Der scharlachrote Buchstabensuppe
- 2008: Tod durch überhöhte Breakdancegeschwindigkeit

### DVDs
- 2012: Im Banne der Rouladenkönigin
- 2014: Outbreak of Hotte-Hüüh-Syndrom – Die Live-DVD!
- 2016: Elsterglanz und der Schlüssel für die Weibersauna
- 2019: Angriff der Hochdruckprinzessin – Die Live DVD!

## Kinofilme
- 2012: Im Banne der Rouladenkönigin
- 2016: Elsterglanz und der Schlüssel für die Weibersauna

## Trivia
Der Name des Komikerduos wurde in Anlehnung an das DDR-Reinigungsmittel Elsterglanz gewählt.